# Encephalartos macrostrobilus
Encephalartos macrostrobilus es una especie de Cycadopsida del género Encephalartos, de la familia Zamiaceae, del orden Cycadales.

## Distribución
Encephalartos macrostrobilus se distribuye por el noroeste de Uganda.

## Taxonomía
Fue descrita científicamente por S.Jones & Wynants. Fue publicado por primera vez en S.Jones & Wynants. In: Encephalartos 50: 13-17, figs. 1-2. (1997).